# شذوذ الحركة
شذوذ الحركة أو الجامود أو الخُلاع أو الكاتاتونيا أو الأفانين الشاذة (بالإنجليزية: Catatonia)‏ هو متلازمة سلوكية عصبية نفسية معقدة تتميز بحركات غير طبيعية، اللاحركية، سلوكيات غير طبيعية وانسحاب. قد يكون بدء الجامود حاد أو غير ملحوظ والأعراض قد تخف أو تتضاءل أو تتغير خلال النوب. هناك عدة أنواع فرعية للجامود مثل الجامود اللاحركي، الجامود الانفعالي، الجامود الخبيث، الهوس الذهاني والسلوكيات المتعمدة لإيذاء النفس في التوحد.
على الرغم من ارتباط الجامود التاريخي بالفصام (الفصام الجامودي) لكنه غالبًا ما يشاهد في الاضطراب المزاجي. من المعروف حاليًا أن أعراض الجامود غير محددة ويمكن أن تُشاهد في العديد من الاضطرابات النفسية والعصبية والطبية الأخرى. الجامود ليس تشخيصًا طبيًا بحد ذاته (على الرغم من معارضة بعض الخبراء) بل يُستخدم المصطلح لوصف سمة للاضطراب المستبطن. 
يعد تشخيص الجامود وعلاجه أمرًا بالغ الأهمية إذ أن الفشل في ذلك قد يؤدي لنتائج كارثية ومميتة. يمكن للعلاج الدوائي بالبنزوديازيبينات والتخليج الكهربائي أن يؤدي إلى هجوع الجامود. وثمة أدلة متزايدة على فعالية العلاج بمناهضات مستقبل نمدا مثل أمانتادين وميمانتين في علاج الجامود المقاوم للبنزوديازيبينات. يُلجأ إلى استخدام مضادات الذهان في بعض الحالات لكنها قد تؤدي إلى تفاقم الأعراض ولها آثار سلبية خطيرة.

## تاريخيًا
كان كارل لودفيج كالباوم أول من وصف الجامود في عام 1874تحت اسم الكاتاتونيا أو جنون التوتر.

## المسببات
غالبًا ما يكون الجامود ثانويًا لاضطراب آخر كامن وغالبًا ما يكون هذا الاضطراب نفسيًا. تُعتبر اضطرابات المزاج مثل الاضطراب ثنائي القطب والاكتئاب من أكثر مسببات الجامود شيوعًا في الحالات المتقدمة من الإصابة بها. تشمل الارتباطات النفسية الأخرى الفصام والاضطرابات الذهانية الأولية الأخرى. يرتبط الجامود أيضًا باضطرابات طيف التوحد.
شوهد الجامود في العديد من الحالات الطبية الأخرى أيضًا مثل العدوى (مثل التهاب الدماغ)، اضطرابات المناعة الذاتية، التهاب السحايا، الآفات العصبية البؤرية (بما في ذلك السكتات الدماغية)، انسحاب الكحول، انسحاب البنزوديازيبينات المفاجئ أو السريع جدًا، التسمم بالحشيش، الأمراض الدماغية الوعائية، الأورام، إصابة الرأس وبعض المتلازمات الأيضية (بيلة هوموسيستينية، الحماض الكيتوني السكري، اعتلال الدماغ الكبدي أو فرط كالسيوم الدم).

## الأعراض والعلامات
تختلف تظاهرات الجامود بين المرضى بشكل كبير اعتمادًا على النوع الفرعي والسبب الأساسي ويمكن أن يكون حادًا أو غير ظاهرًا.
نظرًا لأن الجامود لدى معظم المرضى ثانوي لمرض نفسي آخر كامن، فإن الغالبية يتظاهرون باكتئاب أو هوس أو ذهان متفاقم تبعه ظهور أعراض الجامود. يتظاهر الجامود كاضطراب حركي إذ يُظهر فيه المرضى انخفاض ملحوظ في الحركة أو هياج ظاهر أو مزيج من الاثنين على الرغم من تمتعهم بالقدرة البدنية الكافية للحركة بشكل طبيعي. هؤلاء المرضى غير قادرين على القيام بفعل أو إيقافه، والحركات والسلوكيات تكون متكررة وغير هادفة.
العلامات الأكثر شيوعًا للجامود هي اللاحركية، البكم، الانسحاب ورفض تناول الطعام، التحديق، السلبية، التشوهات القوامية، الصلابة، المرونة الشمعية/التخشب، النمطية (حركات متكررة غير هادفة)، لفظ صدوي أو حركة صدوية، الثرثرة الهذيانية (تكرير عبارات لا معنى لها). يجب عدم افتراض أن مرضى الجامود غير واعيين لمحيطهم إذ أن العديد من المرضى يمكنهم تذكر حالتهم الجامودية وأفعالهم خلالها بالتفصيل.
هناك العديد من الأنماط الفرعية للجامود محددة من خلال اضطراب الحركة المحدد الذي يحصل خلالها والسمات المرتبطة به. على الرغم من إمكانية تقسيم الجامود إلى أنماط فرعية متنوعة، لكن التاريخ الطبيعي للجامود غالبًا ما يكون متموجًا ويمكن أن تظهر عدة حالات عند نفس الفرد.

### الأنماط الفرعية
- الجامود التخلفي أو الانسحابي: يتميز هذا النوع من الجامود بانخفاض الاستجابة للمثيرات الخارجية، اللاحركية أو تقيد الحركة، البكم، التحديق، التشوهات القوامية والسلبية. يمكن للمرضى الجلوس أو الوقوف في نفس الوضع لساعات، وقد يشغلون وضعيات غريبة وقد يقاومون تحريك أطرافهم.
- الجامود الهياجي: يتميز الجامود الهياجي بسلوكيات/إيماءات غريبة، القيام بأفعال غير هادفة وغير لائقة، نشاط حركي مفرط، تململ، هياج وعدوانية. الأفعال والكلام تكون مكررة أو محاكاة لشخص آخر. يكون الأشخاص في هذه الحالة مفرطي النشاط وقد يعانون من الأوهام والهلوسة. يُشار إلى الجامود الهياجي على أنه واحد من أخطر الحالات في الطب النفسي.[14]
- الجامود الخبيث: يُعتبر الجامود الخبيث حالة مهددة للحياة وقد تتدهور بشكل سريع في غضون أيام قليلة. يتميز بالحمى، واضطرابات في ضغط الدم ومعدل ضربات القلب ومعدل التنفس، التعرق والهذيان. هناك بعض النتائج المخبرية التي قد تترافق مع هذه الموجودات، مع ذلك فإنها غير نوعية للتشخيص إذ أنها تتواجد في حالات أخرى ولا تُشخص الجامود. تشمل هذه النتائج المخبرية: كثرة الكريات البيض، ارتفاع كيناز الكرياتين، انخفاض حديد الدم. تتداخل علامات وأعراض الجامود الخبيث بشكل كبير مع متلازمة مضادات الذهان الخبيثة. وبالتالي فإن التاريخ المرضي الدقيق ومراجعة الأدوية والفحص البدني أمر بالغ الأهمية للتمييز بين هذه الحالات بشكل صحيح.

## التشخيص
لحد الآن ليس هناك معايير تشخيصية محددة مُتفق عليها بشكل جماعي ونهائي فيما يخص الجامود. كان التصنيف في الدليل التشخيصي والإحصائي للاضطرابات النفسية (الطبعة الخامسة) والإصدار الحادي عشر لمنظمة الصحة العالمية للتصنيف الدولي للأمراض أكثر تجانسًا مما كان عليه سابقًا. كان لدى العديد من الباحثين البارزين في هذا المجال اقتراحات مختلفة لمعايير التشخيص.

### تصنيف الدليل التشخيصي والإحصائي للاضطرابات النفسية (الطبعة الخامسة)
لا يُصنف الجامود في الدليل التشخيصي والإحصائي للاضطرابات النفسية (الطبعة الخامسة) الجامود على أنه اضطراب بحد ذاته، بل يُصنف على أنه إما ثانوي لاضطراب نفسي آخر أو اضطراب طبي آخر أو أنه جامود غير محدد. يُشخص الجامود من خلال وجود ثلاثة أو أكثر من الأعراض النفسية الحركية الـ 12 التالية المرتبطة باضطراب نفسي أو حالة طبية أو غير محدد:
- الذهول: انعدام النشاط النفسي الحركي، عدم الاستجابة للمحيط
- التخشب: التوجيه المنفعل لوضعية ضد الجاذبية
- المرونة الشمعية: السماح للفاحص بتغيير الوضعية والمحافظة عليها
- البكم: انعدام الاستجابة اللفظية أو تدنيها الشديد (يُستبعد في حال وجود حبسة معروفة سابقًا)
- السلبية: المعارضة أو عدم الاستجابة للتعليمات أو المحفزات الخارجية
- التشوهات القوامية: الحفاظ العفوي الفاعل على وضعية بعكس الجاذبية
- أنماط سلوكية تكون غريبة وعبارة عن كاريكاتور ظرفي لأفعال اعتيادية
- النمطية: حركات غير هادفة مكررة بشكل غير طبيعي
- الهياج وعدم التأثر بالمحفزات الخارجية
- التكشير: الحفاظ على تعابير وجهية ثابتة
- لفظ صدوي: تقليد كلام شخص آخر
- حركة صدوية: تقليد حركة شخص آخر

اضطرابات أخرى (رمز إضافي 293.89 [F06.1] للإشارة إلى وجود المراضة المشتركة بالجامود):
- الجامود المرتبط باضطراب طيف التوحد
- الجامود المرتبط بطيف الفصام والاضطرابات الذهانية الأخرى
- الجامود المرتبط بالاضطراب الذهاني الوجيز
- الجامود المرتبط بالاضطراب فصامي الشكل
- الجامود المرتبط بالاضطراب الفصامي العاطفي
- الجامود المرتبط باضطراب ذهاني المُحدث بالأدوية المخدرة
- الجامود المرتبط بالاضطراب ثنائي القطب والاضطرابات ذات الصلة
- الجامود المرتبط بالاضطراب الاكتئابي
- الجامود المرتبط بحالة طبية أخرى
- في حال كانت أعراض الجامود موجودة لكنها لا تشكل المتلازمة الجامودية فيجب أولًا النظر في تشخيص الجامود المُحدث بالمخدرات أو الأدوية.